# Louvilliers-lès-Perche

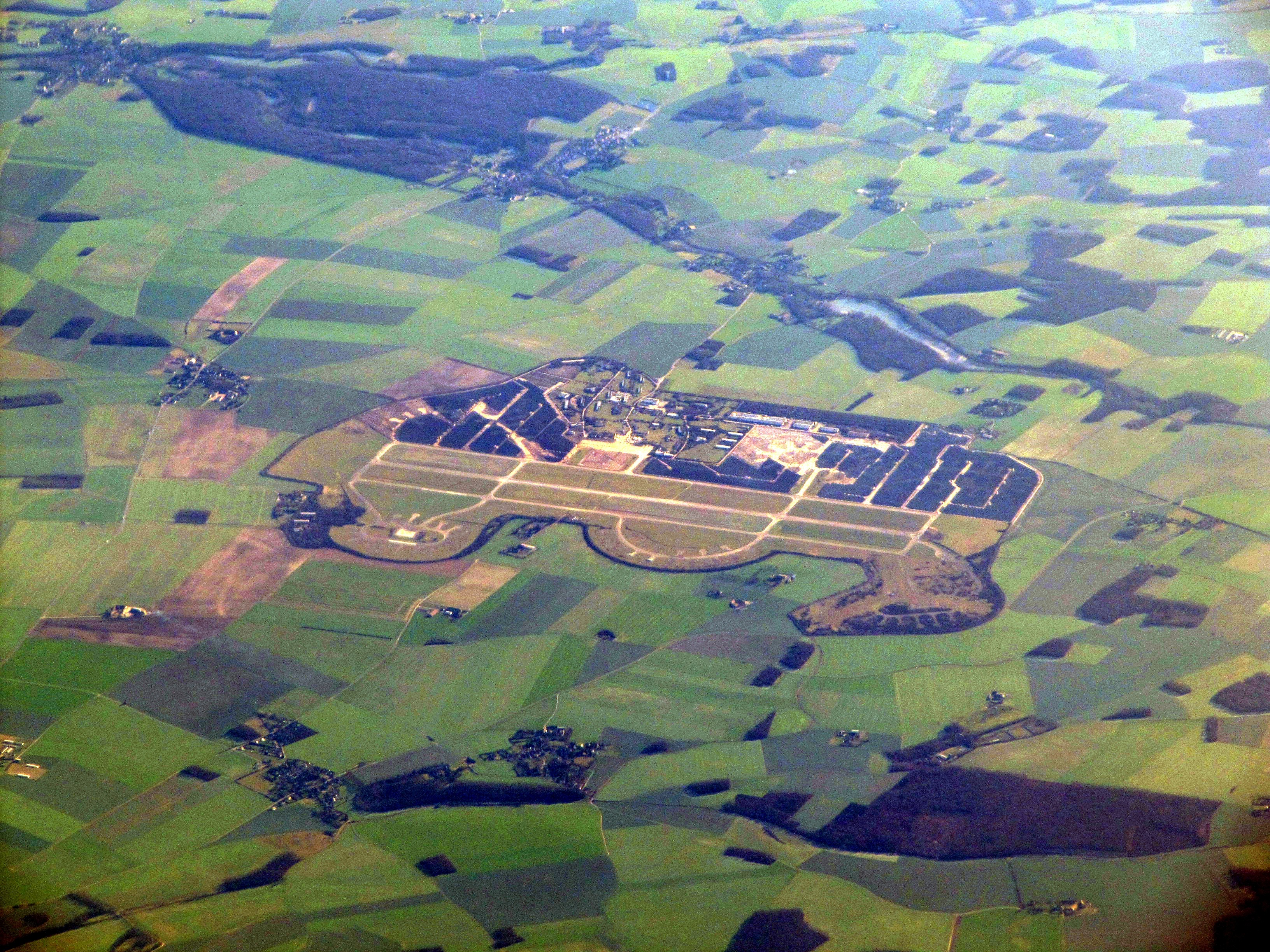
Luchtmachtbasis

Louvilliers-lès-Perche is een gemeente in het Franse departement Eure-et-Loir (regio Centre-Val de Loire) en telt 138 inwoners (1999). De plaats maakt deel uit van het arrondissement Dreux.

## Geografie
De oppervlakte van Louvilliers-lès-Perche bedraagt 14,3 km², de bevolkingsdichtheid is 9,7 inwoners per km².

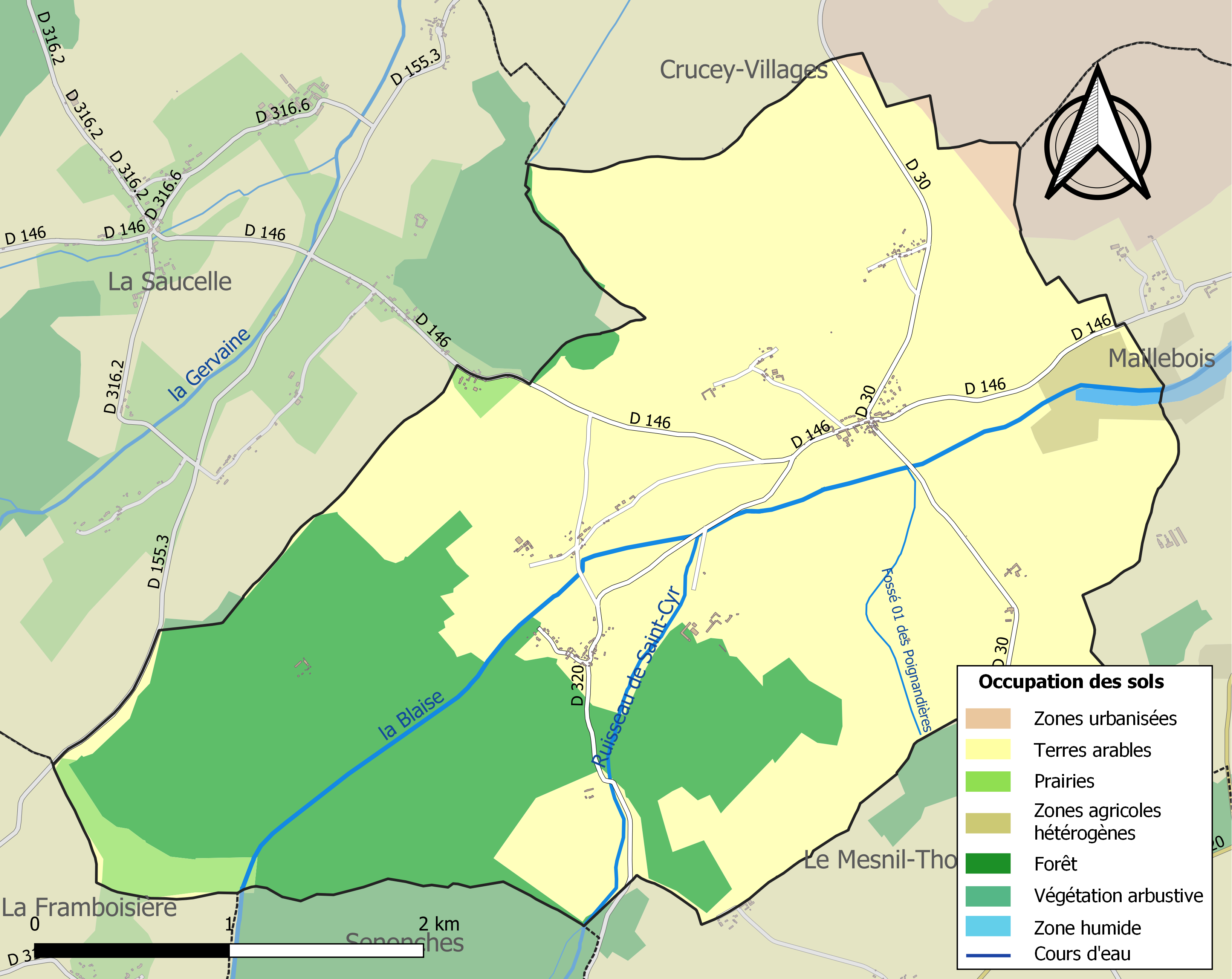
Kaart van de gemeente met de belangrijkste infrastructuur, bodemgebruik en omliggende gemeenten

## Demografie
Onderstaande figuur toont het verloop van het inwonertal (bron: INSEE-tellingen).